# Be’eri
Be’eri (hebr. בארי) – kibuc położony w Samorządzie Regionu Eszkol, w Dystrykcie Południowym, w Izraelu. Członek Ruchu Kibuców (Ha-Tenu’a ha-Kibbucit).

## Położenie
Kibuc leży na niewielkim wzgórzu w północno-zachodniej części pustyni Negew, w odległości 11 km od Morza Śródziemnego. W odległości 4 km na północny zachód od kibucu znajduje się granica Strefy Gazy.
W jego otoczeniu znajdują się kibuce Alumim i Re’im, moszawy Kefar Majmon i Szokeda, natomiast po stronie Strefy Gazy znajduje się wioska Juhor ad-Dik.

## Demografia
Liczba mieszkańców Be’eri:

## Nazwa
Kibuc został nazwany na cześć działacza ruchu syjonistycznego Berla Katznelsona, którego literackim nazwiskiem było Be’eri. Był on zwolennikiem syjonizmu socjalistycznego.

## Historia

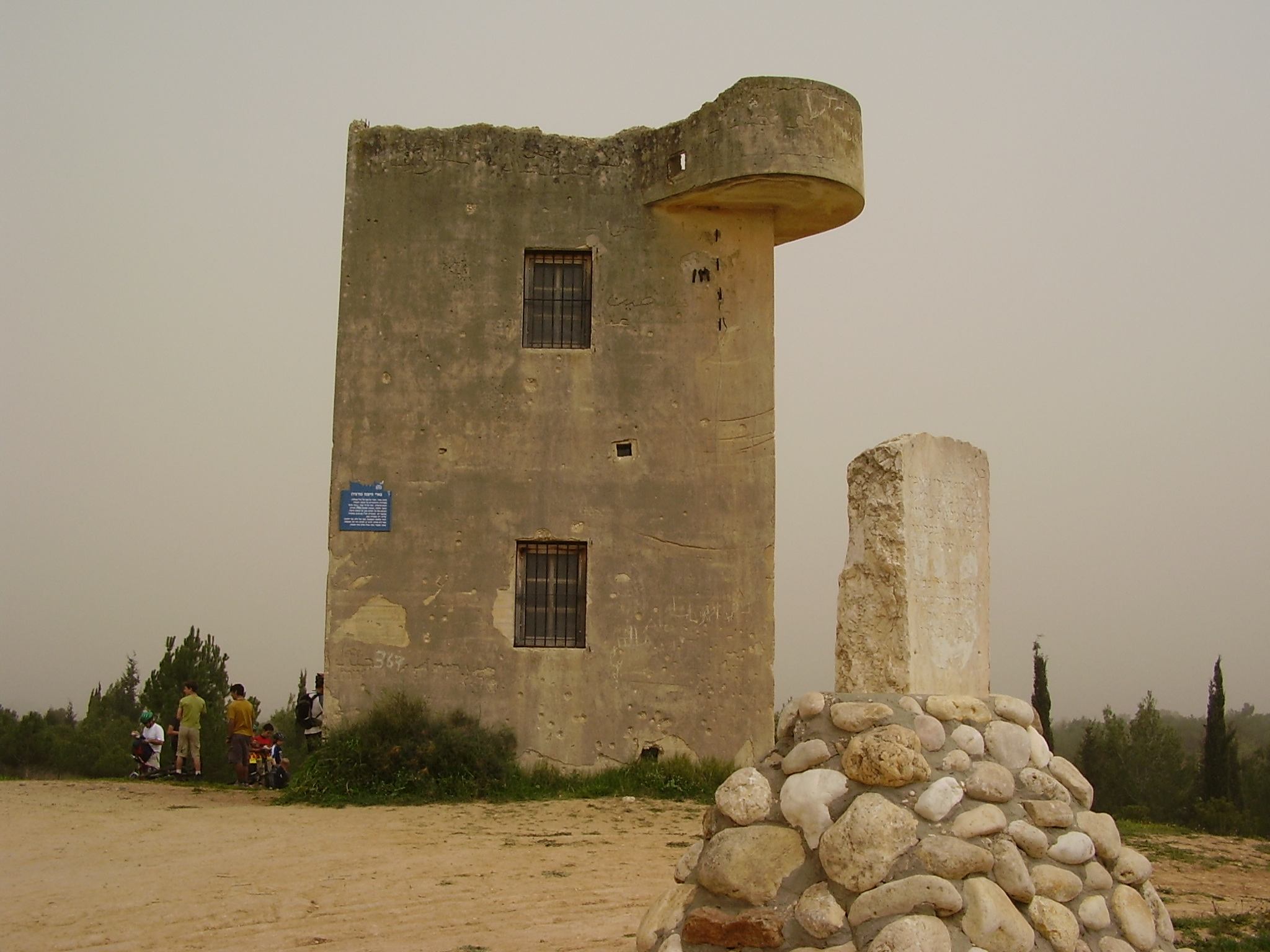
Ruiny starego kibucu Be’eri

Kibuc Be’eri został założony w dniu 6 października 1946 roku, jako jedna z nowo tworzonych jedenastu osad obronnych na pustyni Negew. Cały plan (hebr. 11 הנקודות, 11 HaNekudot) został przygotowany przez Agencję Żydowską. Grupa pionierów, która założyła Be’eri operowała z pobliskiego kibucu Be’erot Jicchak. Założyli oni równocześnie kibuce Be’eri, Kefar Darom i Tekuma. Celem było rozszerzenie granic przyszłego państwa żydowskiego, a jednocześnie budowa osiedli spełniających pierwszą linię obrony w przypadku wrogiej napaści.
Kibuc Be’eri pierwotnie znajdował się w pobliżu wadi Nahabir, w odległości 3 km na południowy zachód od Be’erot Jicchak. W 1947 roku jego populacja wynosiła 150 osób, którzy pracowali przy rekultywacji terenu i sadzeniu drzew. Podczas I wojny izraelsko-arabskiej w maju 1948 kibuc został odcięty przez wojska egipskie i do końca wojny znajdował się w całkowitej izolacji. Dopiero w październiku dotarły do niego Siły Obronne Izraela z zaopatrzeniem. Po wojnie osada znalazła się w bezpośrednim sąsiedztwie granicy ze Strefą Gazy. Ze względów bezpieczeństwa kibuc został wówczas przeniesiony około 3 km na południowy wschód, do swojej obecnej lokalizacji.

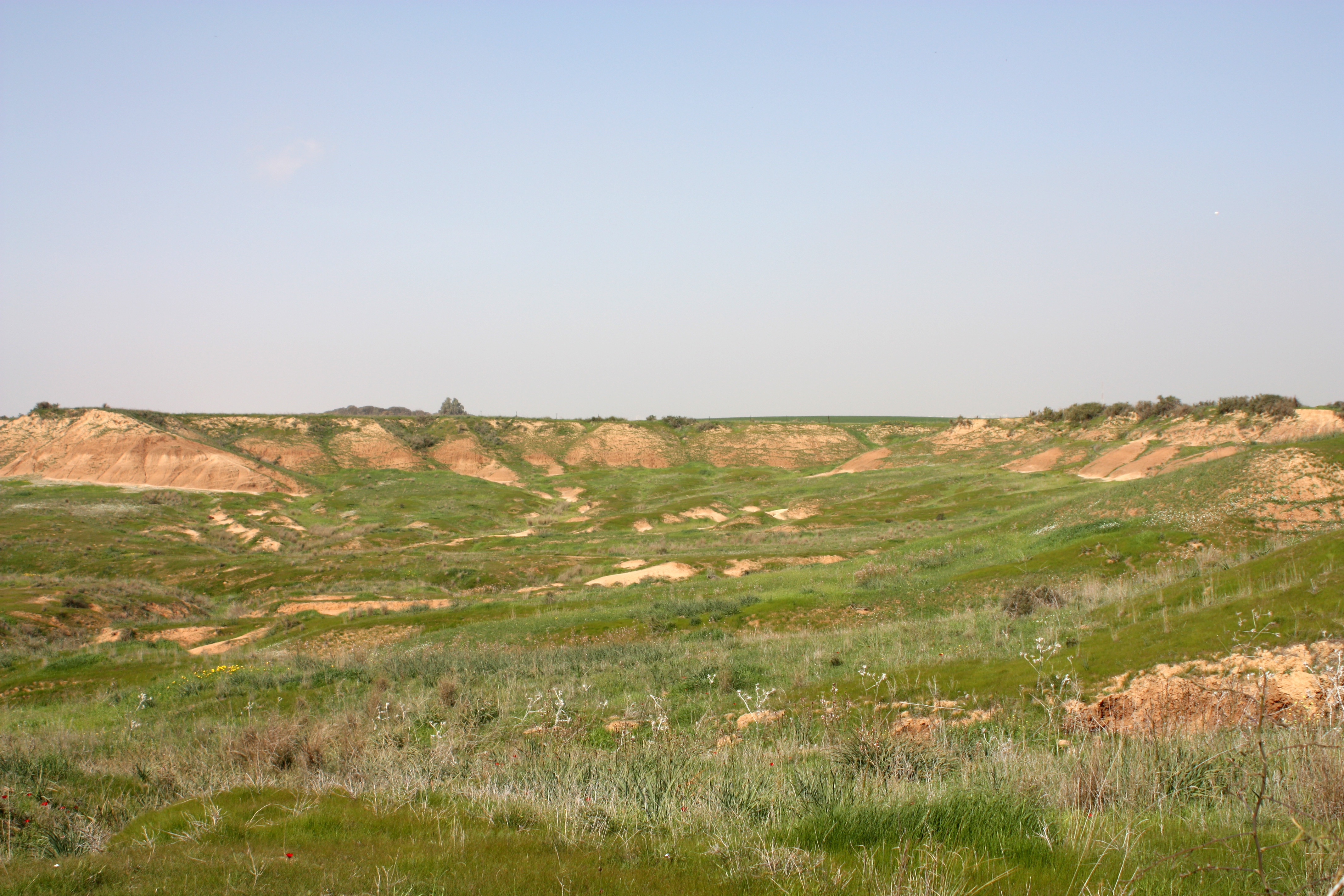
Badlands Be’eri

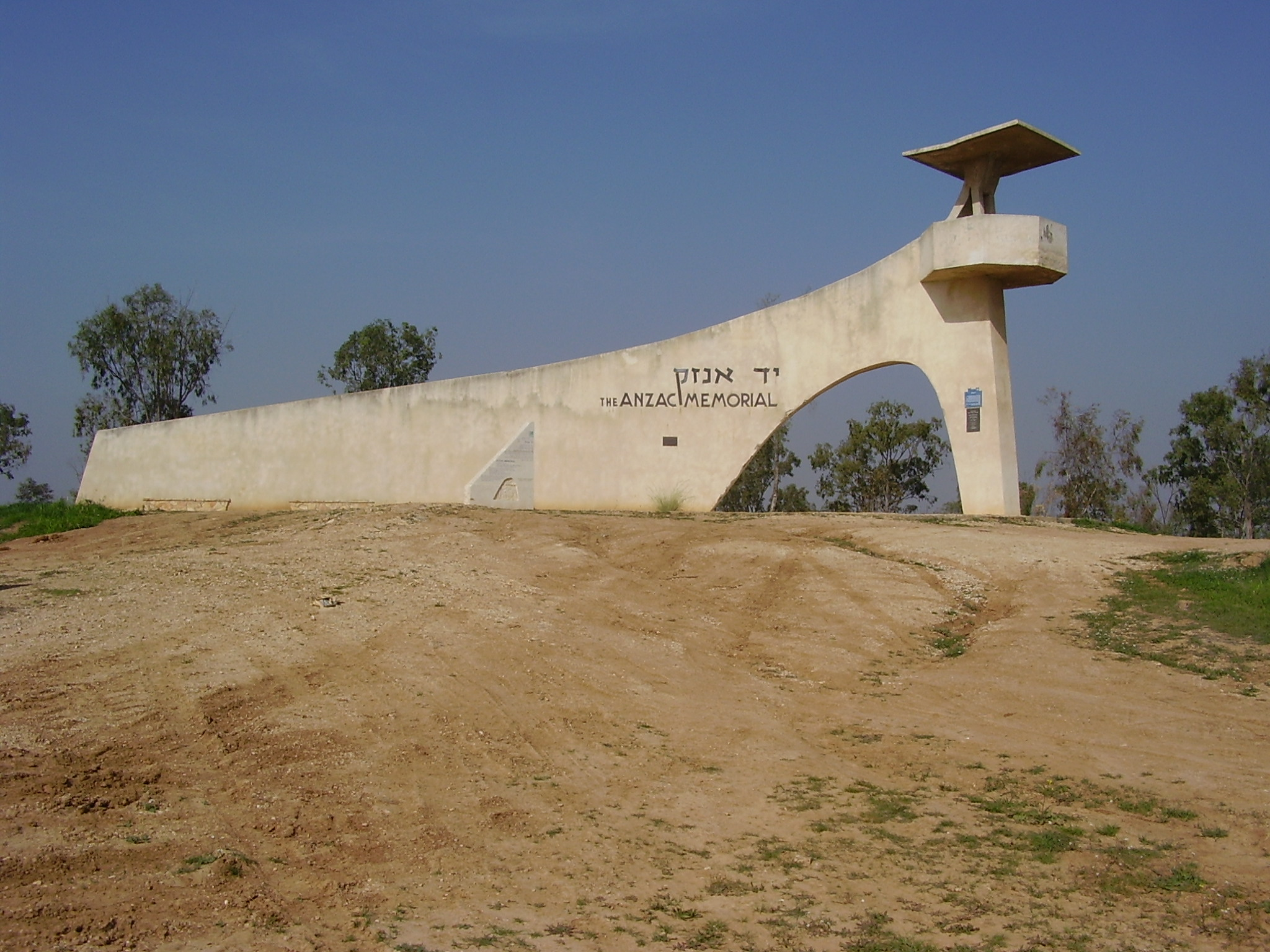
Pomnik żołnierzy ANZAC przy Be’eri

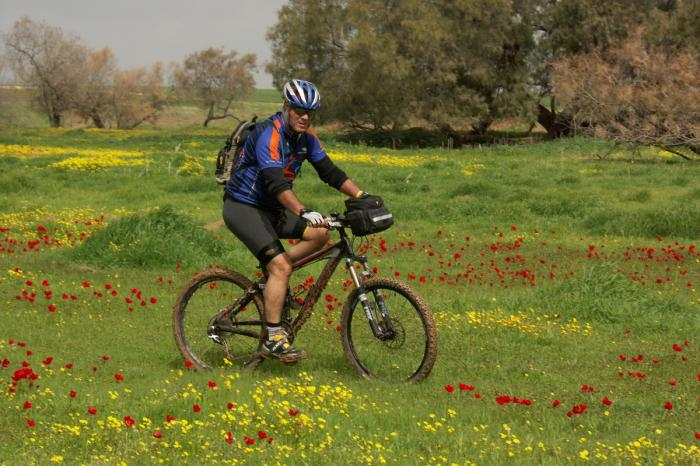
Zawilce w lesie Be’eri

Od początku intifady Al-Aksa w 2000 roku, kibuc cierpi od ostrzału rakietowego prowadzonego przez palestyńskie ugrupowanie Hamas ze Strefy Gazy.
7 października 2023 roku kibuc padł ofiarą napaści Hamasu w ramach ataku tego ugrupowania na Izrael, który zapoczątkował wojnę Izraela z Hamasem. Podczas kilkunastu godzin obecności w Be’eri bojownicy Hamasu zamordowali ponad 130 jego mieszkańców, a nieznaną ich liczbę uprowadzili i zabrali do Strefy Gazy jako zakładników.

## Kultura
W kibucu znajduje się dom kultury z biblioteką.

## Edukacja
Kibuc utrzymuje przedszkole.

## Turystyka
W pobliżu kibucu znajduje się kilka miejsc popularnych turystycznie. Na północy na obszarze 11 tys. hektarów rozciąga się las Barry, którego sadzenie rozpoczęli w 1946 mieszkańcy kibucu Be’eri. Występują tutaj drzewa iglaste i liściaste, a także zawilce, storczyki, tulipany i inne kwiaty. Ze zwierząt żyją na tym obszarze żółwie, jaszczurki, jelenie i jeżozwierze. Około 5 tys. hektarów lasu zajmuje wyżynny obszar badlands, który charakteryzuje się stromymi zboczami. Obszar ten jest rezerwatem przyrody (Rezerwat Lasu Be’eri). Kwitnące zimą zawilce przyciągają licznych turystów.
Na obszarze tym znajdują się także liczne zabytki historii. W lesie Be’eri można zwiedzić opuszczoną kopalnię siarki. W odległości około 4 km na północ od kibucu jest pomnik żołnierzy ANZAC, którzy zginęli Trzeciej bitwie o Gazę (31 października-7 listopada 1917) podczas I wojny światowej. Natomiast na południowy zachód od kibucu rozciąga się obszar brytyjskich bunkrów, w których podczas II wojny światowej przechowywano amunicję.

## Sport i rekreacja
Kibuc Be’eri jest bardzo dobrze znany z własnej drużyny koszykarskiej Hapoel Be’eri B.C., która uczestniczy w rozgrywkach Ligi Leumit
Z obiektów sportowych w kibucu jest basen kąpielowy, centrum odnowy biologicznej, sala treningowa, boisko do piłki nożnej oraz korty tenisowe. Przy kibucu jest wytyczona rowerowa trasa turystyczna po lesie Be’eri, z możliwością wypożyczenia rowerów.

## Gospodarka
Tradycyjnie jest to jeden z najbogatszych kibuców w Izraelu. Lokalna gospodarka opiera się na rolnictwie. Grunty rolne zajmują powierzchnię 11 500 hektarów, na których uprawia się pszenicę, kukurydzę, ziemniaki, marchew, paprykę, słonecznik, arbuzy, orzechy ziemne i cytrusy. Hoduje się tu także bydło mleczne.
W kibucu działa również firma poligraficzna Be’eri Printers. Specjalizuje się ona w druku namagnesowanych dokumentów, takich jak książeczki czekowe, karty telefoniczne i inne zaawansowane produkty.

## Infrastruktura
W kibucu znajduje się ośrodek zdrowia i sklep ogólnospożywczy.

## Komunikacja
Z kibucu wyjeżdża się w kierunku północno-wschodnim na drogę nr 232, którą jadąc w kierunku południowo-zachodnim dojeżdża się do kibucu Re’im, lub jadąc w kierunku północno-wschodnim dojeżdża się do kibucu Alumim i drogi ekspresowej nr 25.

## Osoby związane z kibucem
Na przestrzeni lat kibuc Be’eri gościł wielu ochotników z prawie całego świata. Jednym z najważniejszych była Michele Bachmann, która w 1974 pracowała w kibucu. Od 2007 reprezentowała szósty okręg wyborczy w stanie Minnesota w Izbie Reprezentantów Stanów Zjednoczonych i kandydowała w 2012 na urząd prezydencki.